# Herbert-Award 2009
Die dritte Verleihung des Herbert-Award fand am 30. März 2009 im Hamburger Grand Elysée Hotel statt. Es wurden Preise in 14 Kategorien verteilt.

## Beste Sportfachzeitschrift
| Platz | Zeitschrift             | Punkte |
| ----- | ----------------------- | ------ |
| 01.   | Sport Bild              | 8783   |
| 02.   | Kicker-Sportmagazin     | 7456   |
| 03.   | 11 Freunde              | 2896   |
| 04.   | Bravo Sport             | 2608   |
| 05.   | Runner’s World          | 2413   |
| 06.   | Radsport                | 1511   |
| 07.   | Handballwoche           | 1444   |
| 08.   | Leichtathletik Magazin  | 1392   |
| 09.   | Motorsport aktuell      | 1243   |
| 10.   | Deutsche Hockey Zeitung | 634    |

## Bester Sportauftritt Magazin/Wochenzeitschrift
| Platz | Zeitschrift           | Punkte |
| ----- | --------------------- | ------ |
| 01.   | Der Spiegel           | 8536   |
| 02.   | Focus                 | 7294   |
| 03.   | Fit for Fun           | 7173   |
| 04.   | Stern                 | 6715   |
| 05.   | Men’s Health          | 5296   |
| 06.   | Playboy               | 4068   |
| 07.   | Gentlemen’s Quarterly | 2340   |
| 08.   | Maxim                 | 1782   |
| 09.   | Super-Illu            | 1115   |
| 10.   | Shape                 | 793    |

## Bester Sportteil Tages-/Wochenzeitung
| Platz | Zeitung                                | Punkte |
| ----- | -------------------------------------- | ------ |
| 01.   | Süddeutsche Zeitung                    | 7143   |
| 02.   | Bild                                   | 6462   |
| 03.   | Welt am Sonntag                        | 5411   |
| 04.   | Frankfurter Allgemeine Zeitung         | 4788   |
| 05.   | Bild am Sonntag                        | 4457   |
| 06.   | Die Welt                               | 4374   |
| 07.   | Frankfurter Allgemeine Sonntagszeitung | 3713   |
| 08.   | Die Zeit                               | 1350   |
| 09.   | Westdeutsche Allgemeine Zeitung        | 1316   |
| 10.   | die tageszeitung                       | 1135   |

## Bester Sport-Internetauftritt
| Platz | Website       | Punkte |
| ----- | ------------- | ------ |
| 01.   | sport1.de     | 7794   |
| 02.   | eurosport.de  | 6809   |
| 03.   | sport.zdf.de  | 5940   |
| 04.   | kicker.de     | 5671   |
| 05.   | sport.ard.de  | 4738   |
| 06.   | sportbild.de  | 3200   |
| 07.   | bundesliga.de | 3029   |
| 08.   | sport.de      | 2520   |
| 09.   | spox.com      | 1767   |
| 10.   | dfb.de        | 1583   |

## Beste TV-Sportsendung
| Platz | Sendung                        | Punkte |
| ----- | ------------------------------ | ------ |
| 01.   | das aktuelle sportstudio       | 9597   |
| 02.   | Sportschau                     | 7564   |
| 03.   | TV total Turmspringen          | 3612   |
| 04.   | Premiere Bundesliga-Konferenz  | 3420   |
| 05.   | Waldi und Harry in Peking      | 2646   |
| 06.   | ZDF-Sportreportage             | 2539   |
| 07.   | Formel 1 live RTL              | 2433   |
| 08.   | Wok-WM                         | 1745   |
| 09.   | Biathlon auf Schalke           | 1520   |
| 10.   | Champions League live Premiere | 1492   |

## Bester Sport-Livekommentator
| Platz | Person                    | Punkte |
| ----- | ------------------------- | ------ |
| 01.   | Béla Réthy                | 6695   |
| 02.   | Wolf-Dieter Poschmann     | 4572   |
| 03.   | Frank Buschmann           | 3862   |
| 04.   | Tom Bartels               | 3736   |
| 05.   | Marcel Reif               | 3456   |
| 06.   | Sigi Heinrich             | 3114   |
| 07.   | Florian König             | 2358   |
| 08.   | Dirk Thiele               | 1890   |
| 09.   | Fritz von Thurn und Taxis | 1711   |
| 10.   | Steffen Simon             | 1598   |

## Bester TV-Sportmoderator
| Platz | Person                   | Punkte |
| ----- | ------------------------ | ------ |
| 01.   | Monica Lierhaus          | 7344   |
| 02.   | Johannes B. Kerner       | 4572   |
| 03.   | Rudi Cerne               | 3385   |
| 04.   | Gerhard Delling          | 3322   |
| 05.   | Katrin Müller-Hohenstein | 3096   |
| 06.   | Reinhold Beckmann        | 2970   |
| 07.   | Frank Buschmann          | 2766   |
| 08.   | Kristin Otto             | 2551   |
| 09.   | Waldemar Hartmann        | 2287   |
| 10.   | Kai Pflaume              | 1974   |

## Bester TV-Sportexperte
| Platz | Person                | Punkte |
| ----- | --------------------- | ------ |
| 01.   | Jürgen Klopp          | 6768   |
| 02.   | Franziska van Almsick | 4626   |
| 03.   | Franz Beckenbauer     | 4373   |
| 04.   | Niki Lauda            | 4151   |
| 05.   | Günter Netzer         | 2916   |
| 06.   | Oliver Kahn           | 2793   |
| 07.   | Mehmet Scholl         | 2682   |
| 08.   | Sven Fischer          | 2430   |
| 09.   | Uschi Disl            | 2212   |
| 10.   | Georg Hackl           | 1922   |

## Newcomer des Jahres
| Platz | Person        | Prozent |
| ----- | ------------- | ------- |
| 01.   | Oliver Kahn   | 32,8 %  |
| 02.   | Mehmet Scholl | 30,9 %  |
| 03.   | Ronny Ziesmer | 24,2 %  |

## Beste Karriere nach der Karriere
| Platz | Person                | Prozent |
| ----- | --------------------- | ------- |
| 01.   | Franziska van Almsick | 37,5 %  |
| 02.   | Rudi Cerne            | 24,1 %  |
| 03.   | Henry Maske           | 13,9 %  |

## Herbert-Award für das Lebenswerk
Den Herbert-Award für sein Lebenswerk erhielt Harry Valérien.

## Emotionalste TV-Livereportage des Jahres
| Platz | Person                       | Prozent |
| ----- | ---------------------------- | ------- |
| 01.   | Béla Réthy                   | 38,7 %  |
| 02.   | Sigi Heinrich                | 24,8 %  |
| 03.   | Heiko Waßer/Christian Danner | 12,3 %  |

## Sportspruch des Jahres
2009 wurde durch ein Online-Voting auf bitburger.de der „Sportspruch des Jahres“ gewählt.
| Platz | Zeitschrift        | Stimmen |
| ----- | ------------------ | ------- |
| 01.   | Reiner Calmund     | 11.857  |
| 02.   | Johannes B. Kerner | 10.325  |
| 03.   | Udo Lattek         | 8663    |

## Amateur-Kommentator des Jahres
Zeitgleich mit dem Voting zum „Sportspruch des Jahres“ konnten Amateurkommentatoren auf der Internetseite Spielszenen nachkommentieren, der Gewinner Michael Röhrig wurde von einer Jury bestimmt.